# Bělá (Mírová pod Kozákovem)
Bělá (německy Bilai) je vesnice, část obce Mírová pod Kozákovem v okrese Semily. Nachází se asi 1,5 kilometru západně od Mírové pod Kozákovem.
Bělá leží v katastrálním území Bělá u Turnova o rozloze 6,38 km². V katastrálním území Bělá u Turnova leží i Bukovina, Chloumek, Rohliny a Záholice.

## Historie
První písemná zmínka o vesnici pochází z roku 1322.
Před vznikem obce Mírová pod Kozákovem byla Bělá v letech 1850–1950 samostatnou obcí. Od roku 1961 se vesnice stala součástí obce Mírová pod Kozákovem.
V Bělé se nachází škola, hasičská zbrojnice, motorest, obchod se smíšeným zbožím, hasičská nádrž a obchod s bazény.

## Záholice
Součástí částí obcí Bělá a Rohliny je osada Záholice. Jedná se o základní sídelní jednotku, na jejímž území je evidováno 70 adres. V roce 2011 zde trvale žilo 176 lidí. Výměra Záholic činí 70,5 ha.

## Osobnosti
- Narodil se zde František Karel Drahoňovský (1812–1881), český básník-humorista.